# Prawnik (powieść)
Prawnik (ang. The Associate) – powieść amerykańskiego pisarza Johna Grishama, wydana 27 stycznia 2009 przez wydawnictwo Doubleday, a w Polsce w tym samym roku przez wydawnictwo Amber.

## Fabuła
Kyle McAvoy jako świetny student prawa na Uniwersytecie Yale i redaktor naczelny Yale Law Journal ma zapewnioną obiecującą karierę, chociaż po ukończeniu studiów ma zamiar przez trzy pierwsze lata pracować na państwowej posadzie. Jego plany legną w gruzach, gdy pojawia się Bennie Wright z wideotaśmą sprzed 5 lat z wydarzeniami nagranymi w mieszkaniu Kyle’a, kiedy studiował na Uniwersytecie Duquesne’a. Na taśmie przedstawiony jest stosunek płciowy między Joeyem Bernando i Baxterem Tatem a Elaine Keenan, która później uznała, że została zgwałcona, co potwierdzałoby pytanie Joeya skierowane do Baxtera „Czy jest przytomna?”. Miejscowa policja umorzyła śledztwo, ale nagranie nie dotarło do rąk policji. Kyle został oskarżony o współudział, lecz na taśmie widać było tylko, jak leżał pijany. Bennie grozi Kyle'owi, że jeśli nie będzie współpracował, on opublikuje ją w Internecie, a sprawa miała zostać uznana za przedawnioną dopiero za kilka lat.
Bennie załatwił Kyle'owi posadę w Nowym Jorku w Scully & Pershing – największej kancelarii prawniczej świata reprezentującej firmę Trylon Aeronautic w sprawie przeciwko firmie Bartin Dynamics. Dwaj dostawcy broni mieli wspólnie zaprojektować i zbudować B-10, hipersoniczny bombowiec dla Pentagonu. Firmy wygrały przetarg z Lockheedem, lecz pokłóciły się o technologie i były gotowe walczyć o nie w sądzie. Wszystkie dane zostały przetransportowane do specjalnego magazynu i zapisane na dyskach komputerowych. Zadaniem Kyle’a byłoby wykradanie najbardziej poufnych informacji o owym bombowcu. Pierwotnie Kyle planował, aby  zignorować groźby Benniego z powodu niewielkich, jak początkowo myślał, konsekwencji, lecz myśl o wstydzie przed rodziną i możliwych kłopotach w przyszłej karierze sprawiły, że potraktował tę sprawę poważnie.
Wszędzie gdzie się udał był śledzony, a jego mieszkanie było pełne urządzeń podsłuchowych i kamer, o czym zresztą wiedział. Postanowił spotkać się ze swoim znajomym, Joeyem Bernando, który miałby o wiele więcej do stracenia niż Kyle, gdyby nagranie przeciekło do Internetu. Kyle wymyśla spisek przeciwko Benniemu. Elaine dalej utrzymuje, że jest zgwałcona. W tym czasie Baxter Tate kończy kurację odwykową. Aby ukończyć program 12 kroków, musi przeprosić i wynagrodzić Elaine wyrządzoną jej krzywdę. Bennie obawia się, że jeśli dojdzie do spotkania, Elaine będzie miała potwierdzenie swojego oskarżenia i wniesie ponownie sprawę do sądu. Kyle wtedy straci posadę i nie będzie już otrzymywał informacji o bombowcu. Użyje wszelkich środków, aby nie dopuścić do spotkania.